# Halowe Mistrzostwa Europy w Lekkoatletyce 2023 – siedmiobój mężczyzn
Siedmiobój mężczyzn – jedna z konkurencji rozgrywanych podczas halowych lekkoatletycznych mistrzostw Europy w hali Ataköy Arena w Stambule.
Tytuł mistrzowski z 2021 obronił Kévin Mayer.

## Terminarz
| Data    | Godzina |                           |
| ------- | ------- | ------------------------- |
| 4 marca | 09:00   | Bieg na 60 m              |
| 4 marca | 09:40   | Skok w dal                |
| 4 marca | 11:05   | Pchnięcie kulą            |
| 4 marca | 18:35   | Skok wzwyż                |
| 5 marca | 10:00   | Bieg na 60 m przez płotki |
| 5 marca | 11:08   | Skok o tyczce             |
| 5 marca | 19:40   | Bieg na 1000 m            |

## Rekordy
Tabela prezentuje halowy rekord świata, rekord Europy w hali, rekord halowych mistrzostw Europy, a także najlepsze osiągnięcia w hali na świecie i w Europie w sezonie 2023 przed rozpoczęciem mistrzostw.
|                                               | Zawodnik      | Wynik     | Miejsce | Data                  |
| --------------------------------------------- | ------------- | --------- | ------- | --------------------- |
| Rekord świata                                 | Ashton Eaton  | 6645 pkt. | Stambuł | 10 marca 2012(dts)    |
| Rekord Europy                                 | Kévin Mayer   | 6479 pkt. | Belgrad | 5 marca 2017(dts)     |
| Rekord mistrzostw Europy                      | Kévin Mayer   | 6479 pkt. | Belgrad | 5 marca 2017(dts)     |
| Najlepszy wynik na świecie w 2023 roku (hala) | Kyle Garland  | 6415 pkt. | Lubbock | 27 stycznia 2023(dts) |
| Najlepszy wynik w Europie w 2023 roku (hala)  | Simon Ehammer | 6292 pkt. | Aubière | 29 stycznia 2023(dts) |

## Wyniki

### Bieg na 60 metrów
| Poz. | Bieg | Tor | Zawodnik                  | Reprezentacja | Czas | Uwagi | Punkty |
| ---- | ---- | --- | ------------------------- | ------------- | ---- | ----- | ------ |
| 1.   | 2    | 7   | Simon Ehammer             | Szwajcaria    | 6,80 | =     | 955    |
| 2.   | 2    | 3   | Manuel Eitel              | Niemcy        | 6,81 | SB    | 951    |
| 3.   | 2    | 5   | Kévin Mayer               | Francja       | 6,85 | =     | 936    |
| 4.   | 2    | 4   | Hans-Christian Hausenberg | Estonia       | 6,86 |       | 933    |
| 5.   | 2    | 2   | Dario Dester              | Włochy        | 6,93 |       | 907    |
| 6.   | 2    | 6   | Jorge Ureña               | Hiszpania     | 6,96 |       | 897    |
| 7.   | 2    | 8   | Makenson Gletty           | Francja       | 6,96 |       | 897    |
| 8.   | 1    | 2   | Sander Skotheim           | Norwegia      | 7,05 |       | 865    |
| 8.   | 1    | 8   | Risto Lillemets           | Estonia       | 7,05 |       | 865    |
| 10.  | 1    | 7   | Ondřej Kopecký            | Czechy        | 7,09 |       | 851    |
| 11.  | 1    | 6   | Kai Kazmirek              | Niemcy        | 7,19 | SB    | 816    |
| 12.  | 1    | 5   | Maicel Uibo               | Estonia       | 7,31 |       | 775    |
| 13.  | 1    | 4   | Tim Nowak                 | Niemcy        | 7,37 | SB    | 755    |
| 14.  | 1    | 3   | Marcus Nilsson            | Szwecja       | 7,39 |       | 749    |

### Skok w dal
| Poz. | Zawodnik                  | Reprezentacja | Próby | Próby | Próby | Wynik | Uwagi | Punkty | Razem po 3/7 |
| Poz. | Zawodnik                  | Reprezentacja | 1     | 2     | 3     | Wynik | Uwagi | Punkty | Razem po 3/7 |
| ---- | ------------------------- | ------------- | ----- | ----- | ----- | ----- | ----- | ------ | ------------ |
| 1.   | Hans-Christian Hausenberg | Estonia       | x     | 7,63  | 7,81  | 7,81  | SB    | 1012   | 1945         |
| 2.   | Sander Skotheim           | Norwegia      | 7,56  | 7,60  | 7,48  | 7,60  |       | 960    | 1825         |
| 3.   | Kévin Mayer               | Francja       | 7,41  | 7,38  | x     | 7,41  | SB    | 913    | 1849         |
| 4.   | Ondřej Kopecký            | Czechy        | 7,23  | x     | 7,36  | 7,36  |       | 900    | 1751         |
| 5.   | Dario Dester              | Włochy        | 7,28  | 7,21  | 7,17  | 7,28  |       | 881    | 1788         |
| 6.   | Jorge Ureña               | Hiszpania     | 6,49  | x     | 7,25  | 7,25  |       | 874    | 1771         |
| 7.   | Manuel Eitel              | Niemcy        | 7,18  | 7,11  | 7,19  | 7,19  | SB    | 859    | 1810         |
| 8.   | Makenson Gletty           | Francja       | 6,84  | 6,33  | 7,18  | 7,18  | =     | 857    | 1754         |
| 9.   | Maicel Uibo               | Estonia       | 7,16  | x     | 7,00  | 7,16  | =     | 852    | 1627         |
| 10.  | Tim Nowak                 | Niemcy        | 6,90  | 6,85  | 7,06  | 7,06  | SB    | 828    | 1583         |
| 11.  | Kai Kazmirek              | Niemcy        | 6,95  | 6,98  | 7,01  | 7,01  |       | 816    | 1632         |
| 12.  | Risto Lillemets           | Estonia       | 6,51  | 6,91  | 6,79  | 6,91  |       | 792    | 1657         |
| 13.  | Marcus Nilsson            | Szwecja       | x     | 6,82  | 6,82  | 6,82  | SB    | 771    | 1520         |
| 14 ! | Simon Ehammer             | Szwajcaria    | x     | x     | x     | NM    |       | 0      | 955          |

### Pchnięcie kulą
| Poz. | Zawodnik                  | Reprezentacja | Próby | Próby | Próby | Wynik | Uwagi | Punkty | Razem po 3/7 |
| Poz. | Zawodnik                  | Reprezentacja | 1     | 2     | 3     | Wynik | Uwagi | Punkty | Razem po 3/7 |
| ---- | ------------------------- | ------------- | ----- | ----- | ----- | ----- | ----- | ------ | ------------ |
| 1.   | Makenson Gletty           | Francja       | 15,74 | x     | 16,07 | 16,07 | PB    | 856    | 2610         |
| 2.   | Kévin Mayer               | Francja       | 15,62 | x     | 15,81 | 15,81 |       | 840    | 2689         |
| 3.   | Manuel Eitel              | Niemcy        | 15,27 | x     | 14,93 | 15,27 | PB    | 806    | 2616         |
| 4.   | Tim Nowak                 | Niemcy        | 14,94 | x     | -     | 14,94 | SB    | 786    | 2369         |
| 5.   | Marcus Nilsson            | Szwecja       | 14,72 | 14,62 | 14,77 | 14,77 |       | 776    | 2296         |
| 6.   | Maicel Uibo               | Estonia       | 14,62 | 14,69 | x     | 14,69 |       | 771    | 2398         |
| 7.   | Risto Lillemets           | Estonia       | 14,50 | 14,48 | 14,59 | 14,59 | SB    | 765    | 2422         |
| 8.   | Sander Skotheim           | Norwegia      | 13,82 | x     | 14,09 | 14,09 |       | 734    | 2559         |
| 9.   | Kai Kazmirek              | Niemcy        | 13,23 | 13,94 | 13,07 | 13,94 | SB    | 725    | 2357         |
| 10.  | Hans-Christian Hausenberg | Estonia       | 13,63 | x     | 13,47 | 13,63 | SB    | 706    | 2651         |
| 11.  | Jorge Ureña               | Hiszpania     | 13,58 | 13,29 | x     | 13,58 |       | 703    | 2474         |
| 12.  | Ondřej Kopecký            | Czechy        | 13,57 | 13,53 | 13,12 | 13,57 |       | 702    | 2453         |
| 13 ! | Dario Dester              | Włochy        |       |       |       | DNS   |       |        |              |
| 14 ! | Simon Ehammer             | Szwajcaria    |       |       |       | DNS   |       |        |              |

### Skok wzwyż
| Poz. | Zawodnik                  | Reprezentacja | 1,86 | 1,89 | 1,92 | 1,95 | 1,98 | 2,01 | 2,04 | 2,07 | 2,10 | 2,13 | 2,16 | 2,19 | 2,22 | Wynik | Uwagi | Punkty | Razem po 4/7 |
| ---- | ------------------------- | ------------- | ---- | ---- | ---- | ---- | ---- | ---- | ---- | ---- | ---- | ---- | ---- | ---- | ---- | ----- | ----- | ------ | ------------ |
| 1.   | Sander Skotheim           | Norwegia      | –    | –    | –    | –    | –    | o    | –    | o    | xo   | xo   | xo   | xxo  | xxx  | 2,19  | 982   | CB     | 3541         |
| 2.   | Risto Lillemets           | Estonia       | –    | –    | o    | o    | xo   | xo   | o    | o    | xxx  |      |      |      |      | 2,07  | 868   | =      | 3290         |
| 3.   | Jorge Ureña               | Hiszpania     | o    | –    | xxo  | –    | o    | xxo  | xxx  |      |      |      |      |      |      | 2,01  | 813   | SB     | 3287         |
| 4.   | Manuel Eitel              | Niemcy        | –    | o    | xxo  | o    | xxo  | xxo  | xxx  |      |      |      |      |      |      | 2,01  | 813   | PB     | 3429         |
| 5.   | Kévin Mayer               | Francja       | –    | –    | –    | o    | xxo  | xxx  |      |      |      |      |      |      |      | 1,98  | 785   | SB     | 3474         |
| 6.   | Hans-Christian Hausenberg | Estonia       | –    | o    | –    | xo   | xxx  |      |      |      |      |      |      |      |      | 1,95  | 758   | SB     | 3409         |
| 6.   | Tim Nowak                 | Niemcy        | –    | –    | –    | xo   | –    | xxx  |      |      |      |      |      |      |      | 1,95  | 685   | SB     | 3127         |
| 8.   | Makenson Gletty           | Francja       | –    | xo   | xxo  | xo   | xxx  |      |      |      |      |      |      |      |      | 1,95  | 758   | SB     | 3368         |
| 9.   | Kai Kazmirek              | Niemcy        | –    | o    | o    | xxo  | xxx  |      |      |      |      |      |      |      |      | 1,95  | 758   | SB     | 3115         |
| 11.  | Marcus Nilsson            | Szwecja       | xo   | o    | xo   | xxx  |      |      |      |      |      |      |      |      |      | 1,92  | 731   |        | 3184         |
| 12 ! | Ondřej Kopecký            | Czechy        |      |      |      |      |      |      |      |      |      |      |      |      |      | DNS   |       |        |              |

### Bieg na 60 m przez płotki
| Poz. | Bieg | Tor | Zawodnik                  | Reprezentacja | Czas | Uwagi | Punkty | Razem po 5/7 |
| ---- | ---- | --- | ------------------------- | ------------- | ---- | ----- | ------ | ------------ |
| 1.   | 2    | 3   | Kévin Mayer               | Francja       | 7,76 | SB    | 1043   | 4517         |
| 2.   | 2    | 5   | Jorge Ureña               | Hiszpania     | 7,83 |       | 1025   | 4312         |
| 3.   | 2    | 4   | Hans-Christian Hausenberg | Estonia       | 8,00 |       | 982    | 4391         |
| 4.   | 2    | 7   | Risto Lillemets           | Estonia       | 8,05 |       | 969    | 4259         |
| 5.   | 1    | 6   | Sander Skotheim           | Norwegia      | 8,05 |       | 969    | 4510         |
| 6.   | 2    | 6   | Makenson Gletty           | Francja       | 8,06 |       | 967    | 4335         |
| 7.   | 2    | 2   | Ondřej Kopecký            | Czechy        | 8,15 |       | 944    | 4128         |
| 8.   | 1    | 4   | Manuel Eitel              | Niemcy        | 8,15 | SB    | 944    | 4373         |
| 9.   | 1    | 2   | Tim Nowak                 | Niemcy        | 8,23 | SB    | 925    | 4052         |
| 10.  | 1    | 5   | Kai Kazmirek              | Niemcy        | 8,25 |       | 920    | 4035         |
| 11.  | 1    | 3   | Marcus Nilsson            | Szwecja       | 8,56 |       | 846    | 3900         |

### Skok o tyczce
| Poz. | Zawodnik                  | Reprezentacja | 4,40 | 4,50 | 4,60 | 4,70 | 4,80 | 4,90 | 5,00 | 5,10 | 5,20 | 5,30 | 5,40 | Wynik | Punkty | Uwagi | Razem po 6/7 |
| ---- | ------------------------- | ------------- | ---- | ---- | ---- | ---- | ---- | ---- | ---- | ---- | ---- | ---- | ---- | ----- | ------ | ----- | ------------ |
| 1.   | Kévin Mayer               | Francja       | –    | –    | –    | –    | –    | –    | o    | –    | o    | o    | xxx  | 5,30  | 1004   | SB    | 5521         |
| 2.   | Risto Lillemets           | Estonia       | –    | –    | –    | –    | o    | o    | o    | o    | xxx  |      |      | 5,10  | 941    | =     | 5200         |
| 3.   | Marcus Nilsson            | Szwecja       | –    | –    | –    | –    | xo   | –    | o    | o    | xxx  |      |      | 5,10  | 941    |       | 4841         |
| 4.   | Sander Skotheim           | Norwegia      | –    | –    | –    | o    | o    | xo   | xo   | xxx  |      |      |      | 5,00  | 910    | PB    | 5420         |
| 5.   | Kai Kazmirek              | Niemcy        | –    | –    | –    | –    | o    | –    | xxx  |      |      |      |      | 4,80  | 849    | SB    | 4884         |
| 5.   | Ondřej Kopecký            | Czechy        | –    | –    | o    | –    | o    | –    | xxx  |      |      |      |      | 4,80  | 849    |       | 4977         |
| 7.   | Manuel Eitel              | Niemcy        | o    | xo   | o    | o    | xxo  | xxx  |      |      |      |      |      | 4,80  | 849    | SB    | 5222         |
| 8.   | Jorge Ureña               | Hiszpania     | –    | xxo  | –    | –    | xxo  | xxx  |      |      |      |      |      | 4,80  | 849    |       | 5161         |
| 9.   | Tim Nowak                 | Niemcy        | –    | o    | o    | o    | xxx  |      |      |      |      |      |      | 4,70  | 819    | SB    | 4871         |
| 10 ! | Makenson Gletty           | Francja       | –    | xxx  |      |      |      |      |      |      |      |      |      | NM    | 0      |       | 4335         |
| 11 ! | Hans-Christian Hausenberg | Estonia       | –    | –    | –    | –    | –    | xxx  |      |      |      |      |      | NM    | 0      |       | 4391         |

### Bieg na 1000 metrów
| Poz. | Zawodnik                  | Reprezentacja | Czas    | Punkty | Uwagi |
| ---- | ------------------------- | ------------- | ------- | ------ | ----- |
| 1.   | Sander Skotheim           | Norwegia      | 2:37,82 | 898    | =     |
| 2.   | Risto Lillemets           | Estonia       | 2:39,50 | 879    |       |
| 3.   | Tim Nowak                 | Niemcy        | 2:41,61 | 856    | SB    |
| 4.   | Marcus Nilsson            | Szwecja       | 2:43,39 | 836    | SB    |
| 5.   | Kévin Mayer               | Francja       | 2:44,20 | 827    | SB    |
| 6.   | Manuel Eitel              | Niemcy        | 2:44,45 | 825    | PB    |
| 7.   | Ondřej Kopecký            | Czechy        | 2:45,36 | 815    |       |
| 8.   | Jorge Ureña               | Hiszpania     | 2:46,26 | 805    |       |
| 9.   | Makenson Gletty           | Francja       | 2:46,93 | 798    |       |
| 10.  | Hans-Christian Hausenberg | Estonia       | 3:06,57 | 601    | SB    |
| 11 ! | Kai Kazmirek              | Niemcy        | DNS     |        |       |

### Końcowa klasyfikacja
Najlepszy wynik w danej konkurencji
| Poz. | Zawodnik                  | Narodowość | 60   | LJ   | SP    | HJ   | 60H  | PV   | 1000    | Punkty | Uwagi |
| ---- | ------------------------- | ---------- | ---- | ---- | ----- | ---- | ---- | ---- | ------- | ------ | ----- |
| 01 ! | Kévin Mayer               | Francja    | 6,85 | 7,41 | 15,81 | 1,98 | 7,76 | 5,30 | 2:44,20 | 6348   |       |
| 02 ! | Sander Skotheim           | Norwegia   | 7,05 | 7,60 | 14,09 | 2,19 | 8,05 | 5,00 | 2:37,82 | 6318   | NR    |
| 03 ! | Risto Lillemets           | Estonia    | 7,05 | 6,91 | 14,59 | 2,07 | 8,05 | 5,10 | 2:39,50 | 6079   |       |
| 4.   | Manuel Eitel              | Niemcy     | 6,81 | 7,19 | 15,27 | 2,01 | 8,15 | 4,80 | 2:44,45 | 6047   | SB    |
| 5.   | Jorge Ureña               | Hiszpania  | 6,96 | 7,25 | 13,58 | 2,01 | 7,83 | 4,80 | 2:46,26 | 5966   | PB    |
| 6.   | Ondřej Kopecký            | Czechy     | 7,09 | 7,36 | 13,57 | 1,92 | 8,15 | 4,80 | 2:45,36 | 5792   |       |
| 7.   | Tim Nowak                 | Niemcy     | 7,37 | 7,06 | 14,94 | 1,95 | 8,23 | 4,70 | 2:41,61 | 5727   | SB    |
| 8.   | Marcus Nilsson            | Szwecja    | 7,39 | 6,82 | 14,77 | 1,95 | 8,56 | 5,10 | 2:43,39 | 5677   | SB    |
| 9.   | Makenson Gletty           | Francja    | 6,96 | 7,18 | 16,07 | 1,95 | 8,06 | NM   | 2:46,93 | 5133   |       |
| 10.  | Hans-Christian Hausenberg | Estonia    | 6,86 | 7,81 | 13,63 | 1,95 | 8,00 | NM   | 3:06,57 | 4992   | SB    |
| 11 ! | Kai Kazmirek              | Niemcy     | 7,19 | 7,01 | 13,94 | 1,95 | 8,25 | 4,80 | DNS     | DNF    |       |
| 12 ! | Maicel Uibo               | Estonia    | 7,31 | 7,16 | 14,69 | DNS  |      |      |         | DNF    |       |
| 13 ! | Dario Dester              | Włochy     | 6,93 | 7,28 | DNS   |      |      |      |         | DNF    |       |
| 14 ! | Simon Ehammer             | Szwajcaria | 6,80 | NM   |       |      |      |      |         | DNF    |       |